# Hadramaut

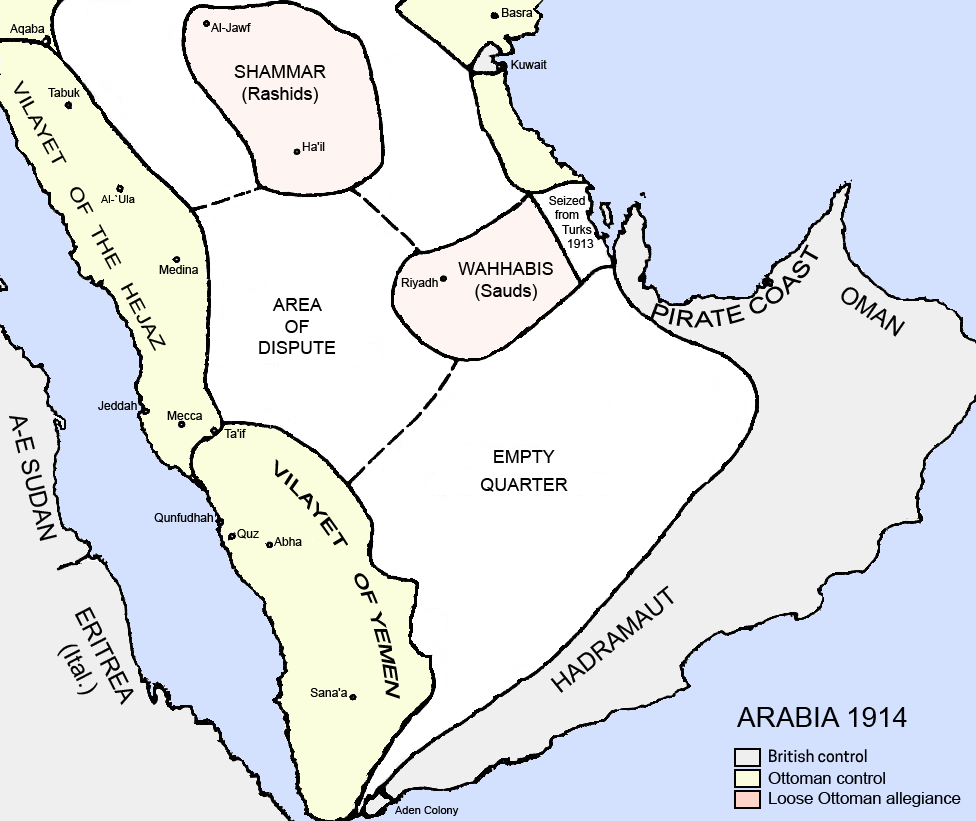
Hadramaut na mapě Arabského poloostrova z roku 1914

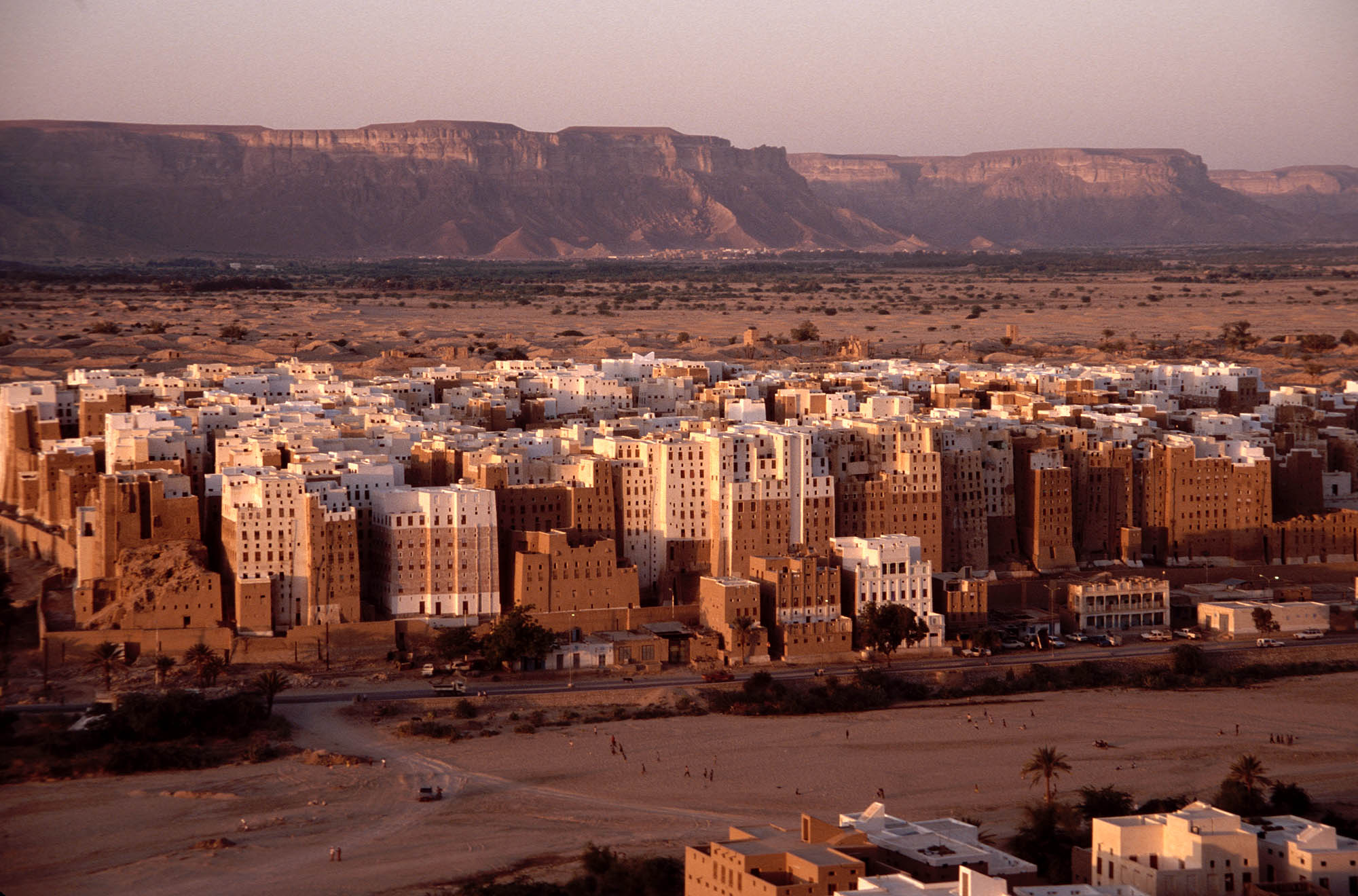
Pohled na město Šibám a okolní krajinu

Hadramaut (arabsky حضرموت‎) je historický region v jižní části Arabského poloostrova. Jeho území odpovídá z větší části soudobému jemenskému guvernorátu Hadramaut, který leží ve východní části země a má rozlohu 191 737 km². Obyvatelé se nazývají Hadramí a hovoří vlastním dialektem arabštiny. Největším městem je přístav al-Mukallá, kde žije zhruba 200 000 lidí. Dalšími významnými sídly je Tarim, náboženské centrum s velkou madrasou a mešitou al-Mihdar, a starobylý Šibám, zařazený pro své až třicet metrů vysoké domy z nepálené hlíny na Seznam světového dědictví.

## Historie
O starověkém království Hadramaut je zmínka už z 8. století př. n. l., kdy bohatl z obchodu s kadidlem a byl významným rivalem Sáby. Ve Starém zákoně je zmiňován jako Hazarmavet a jeho obyvatelé jsou označeni za potomky Šéma. Největšího územního rozmachu dosáhl ve 2. století, později se stal součástí Himjarského království. V 7. století byla oblast islamizována, tradiční sajídovská aristokracie dodnes odvozuje svůj původ přímo od proroka Mohameda. Oblast ovládali ománští sultáni i wahhábité, v průběhu druhé poloviny 19. století postupně zdejší státečky připojili Britové ke svým državám spravovaným z Adenu. V letech 1963-1967 existoval Jihoarabský protektorát, který se pak stal součástí Jihojemenské lidové republiky, od roku 1990 patří ke sjednocenému Jemenu a jeho území odpovídá stejnojmennému guvernorátu.
Prvním Evropanem, který oblast prozkoumal, byl ve čtyřicátých letech 19. století Adolph von Wrede.
Omezené možnosti obživy vedly k častému vystěhovalectví. Lidé pocházející z Hadramautu žijí na východoafrickém pobřeží, v jihovýchodní Asii i bohatých státech okolo Perského zálivu. Kdysi početné židovské obyvatelstvo odešlo vesměs do Izraele.

## Přírodní podmínky
Osou území je údolí okolo největší jemenské řeky vádí Hadramaut. Přímořská nížina se na severu postupně zvedá k náhorní plošině, dosahující až 1300 m n. m., kde přechází do pouště Rub al-Chálí (hranice není přesně určena). Osídlení je řídké, omezuje se na místa s dostupnou pitnou vodou. Podnebí je suché a horké, občasné deště vedou vzhledem k omezené retenční schopnosti krajiny ke katastrofálním povodním, jako v říjnu 2008. Provozuje se pastevectví a pěstování prosa, datlí, kávovníku, senny a kokosových ořechů. Důležitým vývozním artiklem je místní med.